# José Félix Uriburu
José Félix Uriburu (Salta, Argentina, 20 de juliol de 1868 - París, 29 d'abril de 1932) fou un militar argentí, que va ocupar de facto la Presidència de la Nació des del 8 de setembre de 1930 fins al 20 de febrer de 1932 mitjançant un cop d'estat, esdeveniment inèdit fins al moment en la història de l'Argentina.

## El cop del 6 de setembre de 1930 i el govern militar
El 6 de setembre de 1930, Uriburu va encapçalar un cop d'estat que va derrocar al govern constitucional d'Hipólito Yrigoyen i va establir una dictadura militar, la primera d'una sèrie que s'estendria fins al 1983.
Uriburu li va encomanar al poeta Leopoldo Lugones la redacció de la proclama revolucionària, però la primera versió va ser criticada pels seus continguts feixistes per part del coronel José María Sarobe i el general Agustín P. Justo. Lugones va haver de modificar-la. La proclama diu:
"L'Exèrcit i l'Armada de la Pàtria, responent al calor unànime del poble de la Nació i als propòsits preventoris que ens imposa el deure d'argentins en aquesta hora solemne per al destí del país, han resolt aixecar la seva bandera per a intimar als homes que han traït en el govern la confiança del poble i de la República l'abandó immediat dels càrrecs, que ja no exerceixen per al bé comú, sinó per a l'assoliment dels seus apetits personals. Els notifiquem categòricament que ja no compten amb el suport de les forces armades, l'objectiu primordial de les quals és defensar el benestar personal, que ells han compromès, i que no hi haurà en les nostres files un sol home que s'aixequi enfront dels seus camarades per a defensar una causa que s'ha convertit en vergonya de la Nació. Els notifiquem també que no tolerarem que per maniobres i comunicacions d'última hora que pretenguin salvar a un govern repudiat per l'opinió pública, ni mantenir en el poder els residus del conglomerat polític que està estrangulant a la República."
El 10 de setembre, Uriburu va ser reconegut com a president de facto de la Nació mitjançant una cèlebre i qüestionada Sessió de la Cort Suprema de Justícia que va donar origen a la doctrina dels governs de facto. Va dissoldre el Congrés, va declarar l'estat d'excepció, va intervenir en totes les províncies i, a trets generals, va voler implantar un govern elitista autoritari de naturalesa feixista, règim del qual era admirador.
Encara que públicament declarava respectar la constitució, personalment sentia que el país necessitava retornar al règim de govern conservador, previ a la sanció de la Llei Sáenz Penya de vot universal i secret per als homes. En un discurs pronunciat a l'Escola Superior de Guerra, Uriburu expressava la seva oposició al sufragi universal amb les següents paraules:
"Hem de tractar d'aconseguir una autoritat política que sigui una realitat per a no viure purament de teories... La democràcia la va definir Aristòtil dient que era el govern dels més exercitats pels millors. La dificultat està justament a fer que ho exercitin els millors. Això és difícil que succeeix en tot país que, com en el nostre, hi ha un seixanta per cent d'analfabets, del que resulta clar i evident, sense tergiversació possible, que aquest seixanta per cent d'analfabets és el qual governa al país, perquè en eleccions legals ells són una majoria."
Va establir un règim repressiu, incloent per primera vegada la utilització sistemàtica de la tortura contra els opositors polítics mitjançant la creació de la Secció Especial de la Policia Federal. Va detenir a diversos dirigents polítics, entre ells a Hipólito Yrigoyen, va imposar censura als diaris, va intervenir les universitats anul·lant el règim d'autonomia i cogovern establert des de la Reforma Universitària de 1918.
A principis de 1931 va organitzar eleccions a la província de Buenos Aires, però després les va anul·lar a causa del fet que havia guanyat la Unió Cívica Radical. Al novembre d'aquest any va convocar novament eleccions després de prohibir les candidatures del radicalisme i va organitzar un sistema que es reconeixia públicament com fraudulent. En aquestes condicions va resultar electe president el general Agustín P. Justo, qui representava el conservadorisme liberal que havia acabat amb la sanció de la Llei Sáenz Peña.
Després de lliurar el poder, Uriburu va marxar a l'estranger per motius de salut i va morir a París, dos mesos més tard, després d'una intervenció quirúrgica per un càncer en l'estómac.
Actualment existeix un monument a Uriburu en la ciutat de Balcarce, a l'inici del carrer del mateix nom. Malgrat diferents projectes d'ordenances municipals per a ser retirada, cap va prosperar.